# Basketball Club Žalgiris
Il BC Žalgiris o Žalgiris Kaunas è una squadra di pallacanestro della LKL (Lietuvos Krepšinio Lyga), il massimo campionato lituano di pallacanestro. Il nome del club commemora la vittoria della battaglia di Grunwald, conosciuta in Lituania come battaglia di Žalgiris.
Ha sede nella città di Kaunas e disputa le proprie partite casalinghe presso la Žalgirio Arena, impianto completato nel 2011 e realizzato per ospitare gli incontri del FIBA EuroBasket 2011.
Il club, in quanto possessore di licenza A pluriennale, gioca regolarmente in Eurolega.

## Storia

### Nascita ed era sovietica
Nel 1944 nasce il Basketball Club Žalgiris e nel 1947 per la prima volta vince il Campionato sovietico. Negli anni '40 e '50 si afferma come una delle realtà più solide del campionato, aggiudicandosi spesso la medaglia d'argento e di bronzo del torneo e per due volte il titolo di campione (1947,1951). In questo arco di tempo solo Dinamo Tbilisi e ASK Riga riescono ad aggiudicarsi più titoli del club di Kaunas (3 ciascuno). Il nucleo della squadra è composto da Stepas Butautas, Vytautas Kulakauskas, Justinas Lagunavičius, Kazimieras Petkevičius, e successivamente da Stasys Stonkus e Algirdas Lauritėnas. Nel 1953 lo Žalgiris vince la sua unica Coppa dell'Unione Sovietica.
Dopo un periodo di risultati altalenanti negli anni '60 e '70 (tre terzi posti nel 1971, 1973, 1978), nella stagione 1979-1980 viene ingaggiato l'allenatore Vladas Garastas e, rimanendo alla guida del club per 10 anni, riporta il club a competere per le posizioni più alte delle competizioni alle quali partecipa. Nel 1980 lo Žalgiris arriva secondo nel campionato sovietico. Questo piazzamento permette al club di partecipare per la prima volta nella sua storia ad una competizione europea, la Coppa delle Coppe.
Negli anni '80 arrivano nuovi talenti come Valdemaras Chomičius e Rimas Kurtinaitis, ma l'innesto più importante è quello del 17enne Arvydas Sabonis. Il centro, dominante tecnicamente grazie alla capacità di tirare da tre, difendere e distribuire assist, nel giro di un paio di anni dal debutto (1981) cresce di 12 centimetri raggiungendo così un'altezza di 2,21 metri. In questi anni il club vince tre campionati sovietici consecutivi (1985, 1986, 1987), arriva in finale nella Coppa delle Coppe del 1985, in finale nella Coppa dei Campioni nel 1986 (persa contro il Cibona Zagabria di Dražen Petrović) e nella stagione 1986-1987 si aggiudica la Coppa Intercontinentale FIBA, battendo in semifinale il Cibona Zagabria ed in finale il club argentino Ferro Carril Oeste.
Dalla metà degli anni '80 rinasce il movimento dell'identità nazionale lituana e la rivoluzione cantata entra anche nella Kaunas Sports Hall, soprattutto durante le finali del campionato sovietico contro il CSKA Mosca. I cambiamenti politici si rendono più evidenti nella stagione sportiva di fine decennio, infatti con il progressivo crollo della cortina di ferro e l'abbandono da parte della RSS Lituana del divieto d'espatrio, membri di spessore come Sabonis, Kurtinaitis, Jovaiša, Chomičius e coach Garastas lasciano il club per trasferirsi in società del blocco occidentale. Arvydas Sabonis e Valdemaras Chomičius vengono ingaggiati dal Valladolid, Sergėjus Jovaiša e Rimas Kurtinaitis dal B.B.V. Hagen.

### Gli anni Novanta post-sovietici

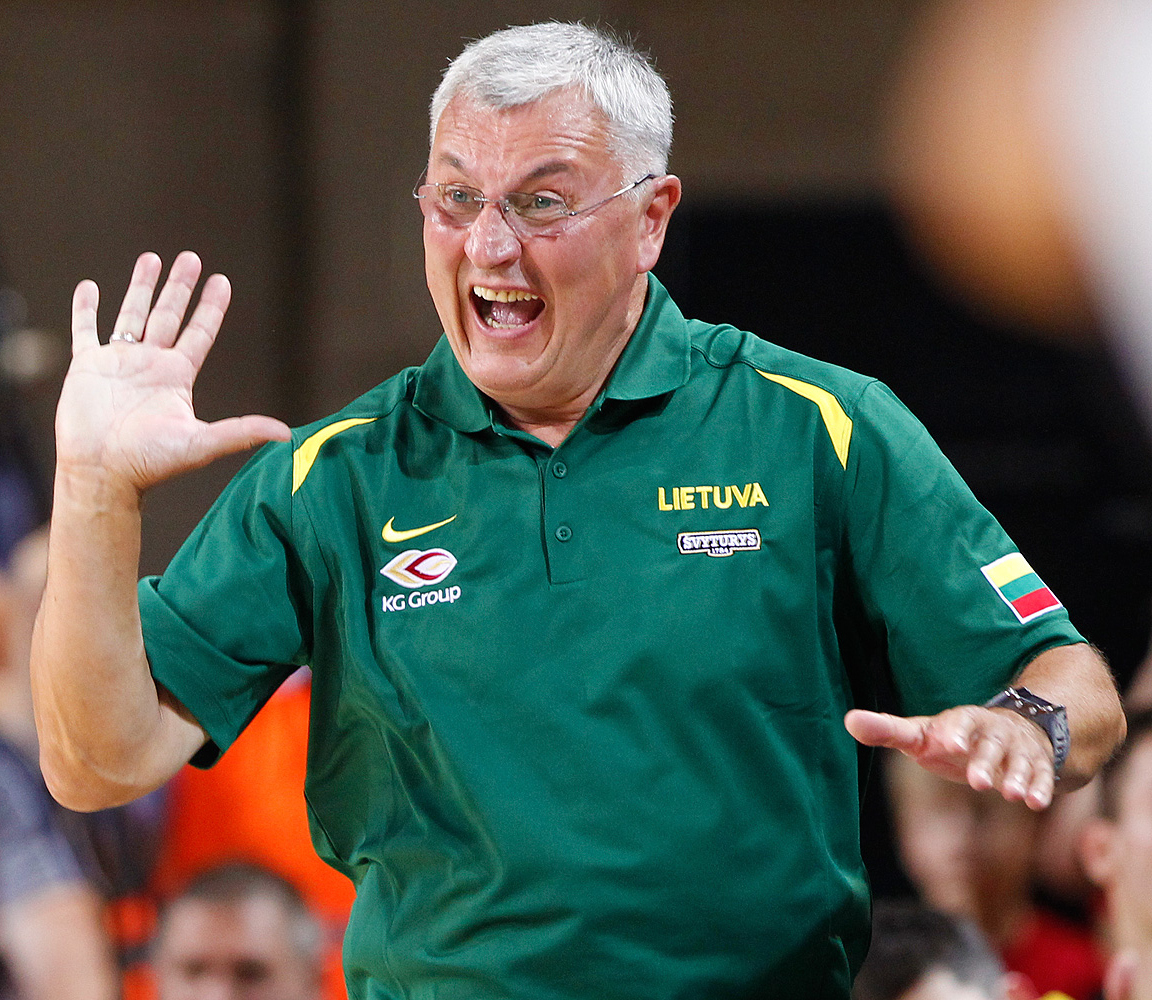
Jonas Kazlauskas (qui mentre allena la nazionale lituana), coach che porta lo Žalgiris sul tetto d'Europa nel 1999

Dopo l'adozione dell'atto di Restaurazione dello Stato di Lituania nel marzo del 1990, lo Žalgiris abbandona il campionato sovietico, iscrivendosi al neonato Campionato lituano e vincendo le tre edizioni nel 1991, 1992, 1993. Nel 1992 il team si aggiudica inoltre la ProfBasket Cup, torneo in cui partecipano molte squadre della ex-URSS.
Nella stagione 1993-1994 lo Žalgiris si aggiudica, dopo aver battuto in finale la Atletas Kaunas per 3–1, la prima edizione del Lietuvos krepšinio lyga (LKL), campionato che vedrà il predominio del club bianco-verde di Kaunas che si aggiudicherà il titolo in tutte le edizioni degli anni '90.
Nel 1994 il club ingaggia come allenatore l'ex cestista Jonas Kazlauskas, il quale riesce a costruire una squadra che si rivelerà vincente sia a livello nazionale che europeo. Dandogli fiducia e facendoli giocare minuti importanti, l'allenatore permette la crescita di giovani talenti lituani come Saulius Štombergas, Dainius Adomaitis, Eurelijus Žukauskas, Mindaugas Žukauskas e Tomas Masiulis. Con questo gruppo si aggiudica nel 1998 la Eurocoppa (precedentemente chiamata Coppa delle Coppe) e nel 1999 la Coppa dei Campioni, stagione in cui Tyus Edney si aggiudica il premio di MVP delle Final Four e Jonas Kazlauskas il premio di coach dell'anno.
Il 1999 è anche l'anno in cui lo Žalgiris si aggiudica la prima edizione della Lega NEBL, competizione per club del Nord Europa che ha preceduto la Lega Baltica e che è stata soppressa nel 2002.

### Nuovo millennio e presidenza Sabonis

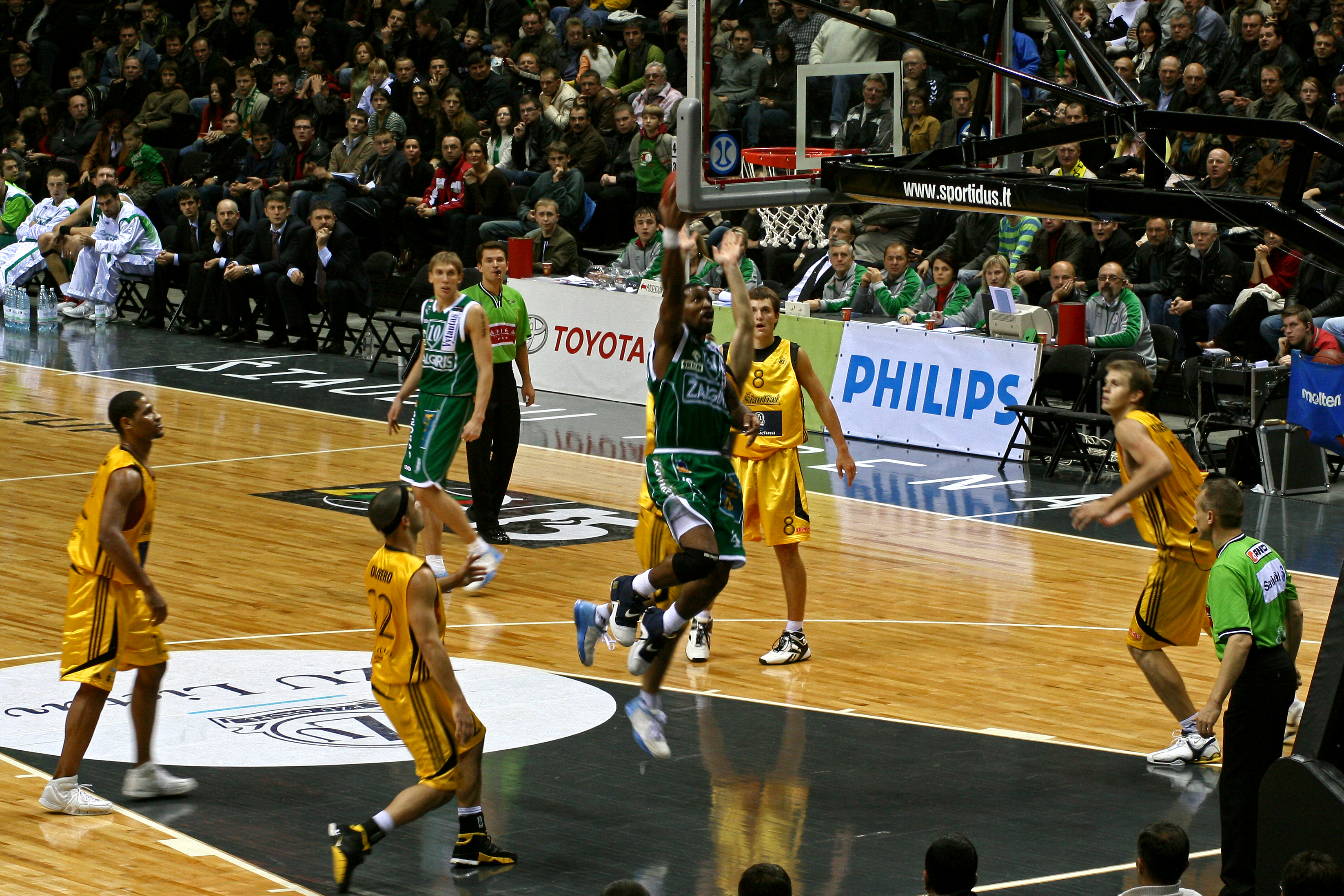
Incontro del 2007 di LKL tra Žalgiris e K.K. Siauliai

La stagione successiva vede il primo cambio al vertice in LKL, dove lo Žalgiris viene sconfitto in finale scudetto dal Lietuvos Rytas. Da questa stagione inizia una rivalità fra i due club poiché si incontrano in finale scudetto praticamente ogni anno.
Nel 2003 Sabonis torna allo Žalgiris in qualità di giocatore, vincendo il titolo di MVP della regular season e della Top16 di Eurolega nella stagione 2003-2004, e in qualità di proprietario di maggioranza del club. Nel 2005 si aggiudica il 10º campionato lituano e la prima edizione della Lega Baltica, battendo in finale in entrambe le occasioni il Lietuvos rytas.
Nel 2007 viene creata la LKF Cup, coppa di lega che viene vinta dallo Žalgiris in finale contro il Lietuvos rytas.

### Periodo Romanov
Nel corso degli ultimi anni lo Žalgiris ha affrontato diverse difficoltà finanziarie e si è aperta a nuovi investitori. Nel 2009 Sabonis cede gran parte delle sue quote al gruppo di investimenti della Ūkio bankas, comandata da Vladimir Romanov, che detiene così il 75% del club. Sabonis mantiene comunque il ruolo di presidente.
Nel 2010 lo Žalgiris raggiunge le Final Four della VTB United League, competizione fondata nel 2008 alla quale partecipano società dell'Europa nordorientale. In semifinale i lituani vengono sconfitti dai russi dell'UNICS Kazan, ma si aggiudicano la medaglia di bronzo nella finale per il terzo-quarto posto battendo il B.K. Chimki.
A seguito del collasso di Ūkio bankas, coinvolta in azioni illecite tra le quali uno scandalo di riciclaggio di denaro, Vladimir Romanov abbandona la Lituania e la società di Kaunas, riportandola ad avere problemi finanziari. Paulius Motiejunas viene nominato General Manager nel marzo 2013.

### Nuova dirigenza e nuovo format dell'Eurolega

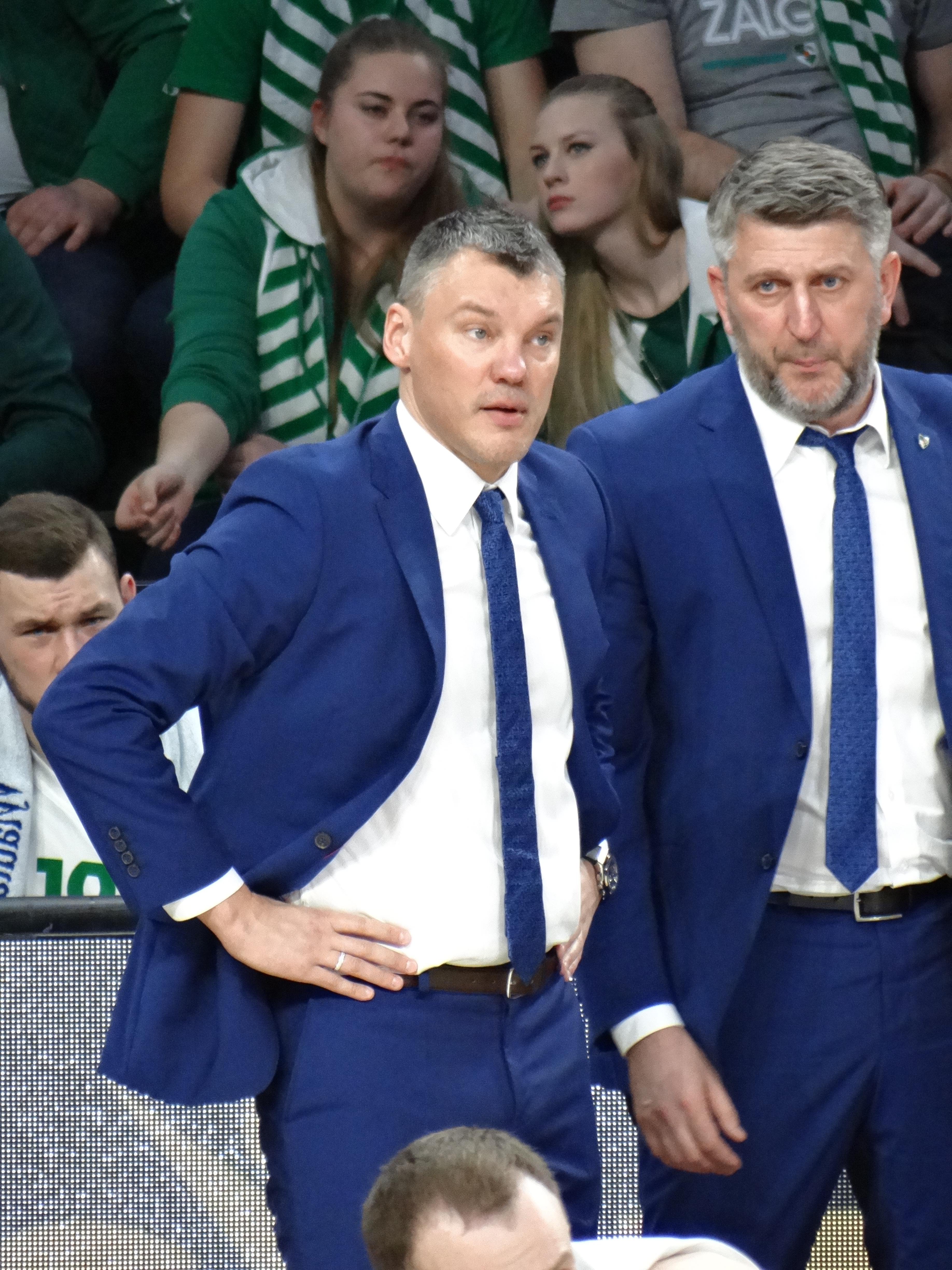
Gli allenatori Jasikevičius e Maskoliūnas

Nella stagione 2013-2014, la stella lituana Šarūnas Jasikevičius firma un contratto di un anno con lo Žalgiris, potendo così ritirarsi dai campi giocando un'ultima stagione nella città natale, vincendo il campionato lituano. Successivamente viene ingaggiato dallo stesso Žalgiris per ricoprire il ruolo di vice allenatore.
Nel novembre del 2015 il conflitto tra FIBA e ECA arriva al culmine, portando la creazione, da parte della FIBA, di nuove competizioni europee (Basketball Champions League e FIBA Europe Cup) ed invitando le federazioni ad aderirvi. Lo Žalgiris, in quanto possessore di licenza pluriennale ottenuta prima della definitiva scissione tra FIBA e ECA, ha perciò la possibilità di partecipare alle prossime edizioni dell'Euroleague senza il rischio di incorrere in sanzioni. Per siglare la partnership con il club, l'anno successivo ECA rilascia al team una licenza di durata decennale.
Nel 2016, dopo un inizio difficoltoso nella Top16 di Eurolega, Gintaras Krapikas viene esonerato e sostituito dal suo vice Jasikevičius, che mantiene il ruolo di allenatore fino ad oggi.
Nella stagione 2017-2018, lo Žalgiris raggiunge un accordo con lo sponsor Avia Solutions Group che garantisce voli privati per le trasferte del club su un Boeing 737. Essendo la squadra con il secondo budget più basso del torneo, la stagione di Eurolega si rivela sorprendente, chiudendo la regular season al sesto posto con un record di 18-12, accedendo così ai playoff per la prima volta dal 2001. Qui lo Žalgiris affronta e sconfigge i greci dell'Olympiacos vincendo la serie 3-1. Il team partecipa così per la prima volta dal 1999 alle Final Four, e viene sconfitto in semifinale dai campioni uscenti del Fenerbahçe di Luigi Datome e coach Željko Obradović. Nella finale per il terzo posto lo Žalgiris sconfigge i russi del CSKA Mosca e conquista la medaglia di bronzo.
Nella stagione 2018-2019 di Eurolega lo Žalgiris registra il record di spettatori con una media di 14.737 spettatori alla Žalgirio Arena.

## Palazzetto

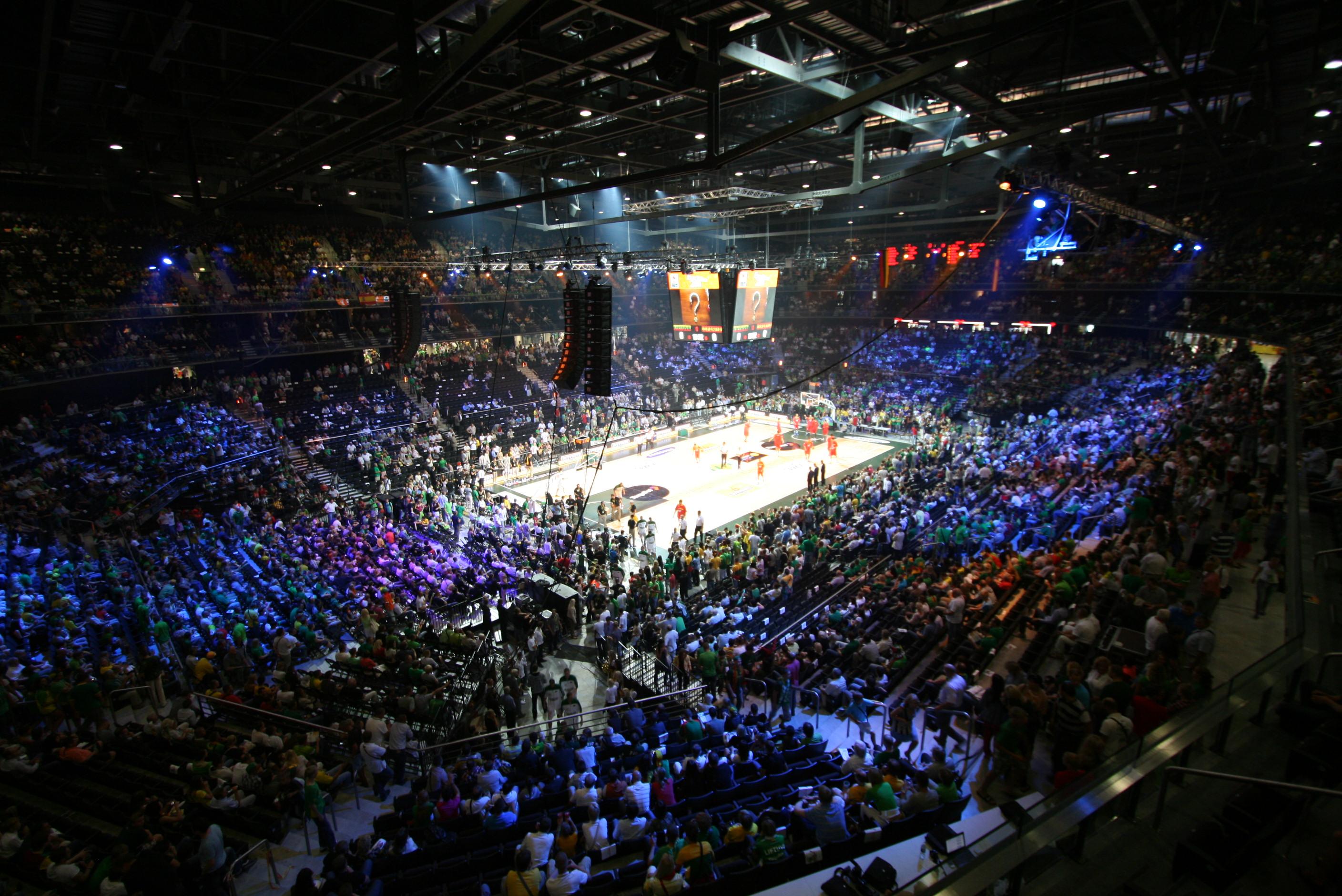
Interno della Žalgirio Arena

| # | Palazzetto         | Capacità | Anni         |
| - | ------------------ | -------- | ------------ |
| 1 | Kaunas Sports Hall | 5.000    | 1944–2011    |
| 2 | Žalgirio Arena     | 15.688   | 2011–attuale |

## Palmarès

### Competizioni Nazionali
- Campionato sovietico: 5

1947, 1951, 1984-1985, 1985-1986, 1986-1987
- Campionato lituano: 25

1993-1994, 1994-1995, 1995-1996, 1996-1997, 1997-1998, 1998-1999, 2000-2001, 2002-2003, 2003-2004, 2004-2005, 2006-2007, 2007-2008, 2010-2011, 2011-2012, 2012-2013, 2013-2014, 2014-2015, 2015-2016, 2016-2017, 2017-2018, 2018-2019, 2019-2020, 2020-2021, 2022-2023, 2024-2025
- Coppa dell'URSS: 1

1953
- Coppa di Lituania: 13

2007, 2008, 2011, 2012, 2015, 2017, 2018, 2019-2020, 2020-2021, 2021-2022, 2022-2023, 2023-2024, 2024-2025

### Competizioni Europee
- Coppa dei Campioni: 1

1998-99
- Eurocoppa: 1

1997-98
- Lega Baltica: 5

2004-05, 2007-08, 2009-10, 2010-11, 2011-12
- Lega NEBL: 1

1999

### Competizioni Internazionali
- Coppa Intercontinentale: 1

1986
- Partecipazioni al McDonald's Open: 1

1999

## Finali disputate
- Coppa dei Campioni:

1986 vs. Cibona Zagabria
- Coppa delle Coppe

1985 vs. FC Barcelona

## Roster 2025-2026
Aggiornato al 6 agosto 2025.
|    | Naz.                                      | Ruolo | Sportivo            | Anno | Alt. | Peso |  |
| -- | ----------------------------------------- | ----- | ------------------- | ---- | ---- | ---- |  |
| 1  | Stati Uniti (bandiera)                    | P     | Nigel Williams-Goss | 1994 | 188  | 88   |  |
| 3  | Francia (bandiera)                        | P     | Sylvain Francisco   | 1997 | 186  | 82   |  |
| 7  | Stati Uniti (bandiera) · Cipro (bandiera) | C     | Moses Wright        | 1998 | 207  | 106  |  |
| 8  | Lituania (bandiera) · Canada (bandiera)   | AP    | Iggy Brazdeikis     | 1999 | 201  | 100  |  |
| 9  | Lituania (bandiera)                       | P     | Dovydas Giedraitis  | 2000 | 193  | 90   |  |
| 10 | Lituania (bandiera)                       | AG    | Ąžuolas Tubelis     | 2002 | 208  | 108  |  |
| 12 | Germania (bandiera)                       | P     | Maodo Lô            | 1992 | 191  | 82   |  |
| 14 | Stati Uniti (bandiera)                    | AG    | Dustin Sleva        | 1995 | 203  | 102  |  |
| 15 | Lituania (bandiera)                       | C     | Laurynas Birutis    | 1997 | 213  | 111  |  |
| 17 | Lituania (bandiera)                       | G     | Mantas Rubštavičius | 2002 | 198  | 86   |  |
| 24 | Lituania (bandiera)                       | G     | Dovydas Buika       | 2007 | 197  | 88   |  |
| 51 | Lituania (bandiera)                       | AP    | Arnas Butkevičius   | 1992 | 197  | 95   |  |
| 91 | Lituania (bandiera)                       | AP    | Deividas Sirvydis   | 2000 | 204  | 96   |  |
| 92 | Lituania (bandiera)                       | A     | Edgaras Ulanovas    | 1992 | 199  | 99   |  |

### Staff tecnico
| Allenatore: | Tomas Masiulis                                                                              |
| Assistenti: | Mantas Šernius, Renaldas Seibutis, Andrew Antelidze, Andrius Ulčikas, Žygimantas Janavičius |

## Giocatori importanti

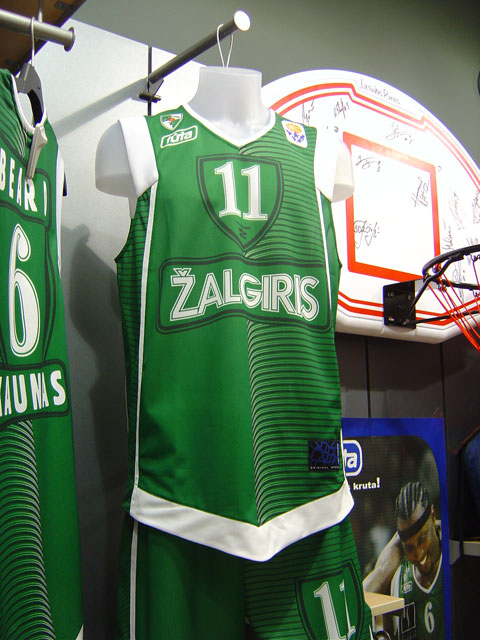
La maglia

### Numeri ritirati
- 5  Modestas Paulauskas, Ala, 1962-1976
- 11  Arvydas Sabonis, Centro, 1981-1989, 2001-2002, 2003-2005

### Membri del Naismith Memorial Basketball Hall of Fame
- Arvydas Sabonis

### Membri del FIBA Hall of Fame
- Arvydas Sabonis
- Jiří Zídek

### Celebri giocatori del passato
Lituania
- Algirdas Brazys
- Valdemaras Chomičius
- Gintaras Einikis
- Sergėjus Jovaiša
- Donatas Kasiliauskas
- Gintaras Krapikas
- Rimas Kurtinaitis
- Darjuš Lavrinovič
- Vitoldas Masalskis
- Modestas Paulauskas
- Arvydas Sabonis
- Dainius Šalenga
- Donatas Slanina
- Saulius Štombergas
- Mindaugas Timinskas
- Eurelijus Žukauskas
- Mindaugas Žukauskas

Croazia
- Marko Popović

Finlandia
- Hanno Möttölä

Lettonia
- Ainārs Bagatskis

Repubblica Ceca
- Jiří Zídek

Ungheria
- Kornél Dávid

Porto Rico
- Elías Ayuso

Stati Uniti
- Kenny Anderson
- Tanoka Beard
- Anthony Bowie
- Marcus Brown
- DeJuan Collins
- Ed Cota
- Tyus Edney
- Loren Woods
- Sonny Weems

## Allenatori
- / Mykolas Ziminskas: 1944–1946
- / Vytautas Kulakauskas: 1946, 1952
- / Mykolas Ziminskas: 1947–1948
- / Jānis Grīnbergs: 1949
- / Valerijus Griešnovas: 1950, 1957-1958
- / Vytautas Kulakauskas: 1952
- / Vincas Sercevičius: 1952, 1953–1956
- / Kazimieras Petkevičius: 1959–1962
- / Vytautas Bimba 1962–1975
- / Stepas Butautas 1975–1978, 1979
- / Algimantas Rakauskas: 1978–1979
- / Vladas Garastas 1979–1989
- Henrikas Giedraitis: 1989–1990, 1992–1993
- Raimundas Sargūnas: 1990–1991
- Modestas Paulauskas: 1991–1992
- Jaak Salumets: 1993–1994
- Jonas Kazlauskas 1994–2000
- Algirdas Brazys: 2000–2002

- Antanas Sireika 2002–2006
- Ainārs Bagatskis: 2006
- Rimantas Grigas: 2006–2008, 2010–2011
- Gintaras Krapikas: 2008–2009, 2014-2016
- Ramūnas Butautas: 2009–2010
- Darius Maskoliūnas: 2009, 2010
- Aco Petrović 2010
- Īlias Zouros: 2011
- Vitoldas Masalskis: 2011
- Aleksandar Trifunović 2011-2012
- Joan Plaza 2012-2013
- Īlias Zouros: 2013
- Saulius Štombergas: 2013–2014
- Šarūnas Jasikevičius: 2016–2020
- Martin Schiller: 2020–2021
- Jure Zdovc: 2021–2022
- Kazys Maksvytis: 2022–2023
- Andrea Trinchieri: 2024–oggi